# Rivo Andriamamonjy
Rivo Andriamamonjy est un ancien joueur franco-malgache de volley-ball né le 15 mai 1963 à Tananarive (Madagascar). Il mesure 1,87 m et jouait réceptionneur-attaquant.

## Clubs
| Club             | Pays   | De        | À         |
| ---------------- | ------ | --------- | --------- |
| Montpellier UC   | France | 1982-1983 | 1995-1996 |
| GFCO Ajaccio     | France | 1996-1997 | 1998-1999 |
| AS Cannes        | France | 1999-2000 | 1999-2000 |
| Agde Volley-Ball | France | 2000-2001 | 2001-2002 |